# Aristida elliptica
Aristida elliptica là một loài thực vật có hoa trong họ Hòa thảo. Loài này được (Nees) Kunth mô tả khoa học đầu tiên năm 1833.